# Cecilia Sala
Cecilia Sala (n. 26 iulie 1995, Roma, Italia) este o jurnalistă italiană. 

## Biografie
Născută în 1995 la Roma, este fiica lui Renato Sala, director independent al Băncii Monte dei Paschi di Siena. A absolvit Liceul Științific de Stat „Camillo Cavour” din Roma, iar între 2014 și 2018 a urmat cursul de licență în economie la Universitatea Comercială „Luigi Bocconi” din Milano, întrerupându-și studiile cu șase examene înainte de finalizarea diplomei de licență.

### Cariera de jurnalist
În 2015 a început să colaboreze ca reporteră și corespondentă cu Vice. Ulterior, a lucrat alături de Michele Santoro la emisiunea Servizio Pubblico difuzată pe LA7⁠(d), devenind astfel jurnalistă profesionistă. De-a lungul anilor, a colaborat cu publicații precum Vanity Fair, L’Espresso, Rai și Will Media, lucrând totodată în echipa editorială a emisiunii Otto e Mezzo de pe LA7. Din noiembrie 2019, s-a alăturat echipei editoriale a ziarului Il Foglio.
În 2020 a lansat Polvere, un podcast despre cazul uciderii Martei Russo, realizat în colaborare cu Chiara Lalli și produs de Emons Record și Miyagi pentru Huffington Post. În mai 2021, seria audio a fost transformată într-o carte, intitulată Polvere. Il caso Marta Russo, publicată de Mondadori în colecția „Strade Blu”.
Din 10 ianuarie 2022, devine autoarea și vocea unui nou podcast zilnic, Stories, publicat de Chora Media.

## Detenție în Iran
Pe 19 decembrie 2024, Sala a fost arestată într-un hotel din Teheran, Iran, în timp ce se afla în țară cu o viză de jurnalistă. Arestarea sa a avut loc la doar trei zile după ce Italia l-a reținut pe inginerul iranian Mohammad Abedini Najafabadi pe aeroportul Milano-Malpensa, la cererea Statelor Unite.
Sala este deținută într-o celulă de izolare din închisoarea Evin din Teheran, cunoscută pentru găzduirea frecventă a oponenților politici și a cetățenilor străini.
Vestea a fost făcută publică de Ministerul italian al Afacerilor Externe pe 27 decembrie, iar în aceeași zi ambasadoarea Italiei la Teheran, Paola Amadei, s-a întâlnit cu Sala în închisoare.
În zilele dinaintea arestării, jurnalista a călătorit în Iran pentru a lucra la câteva episoade noi din podcastul Stories, după ce a povestit deja câteva povești despre patriarhat și reprimarea disidenței în țară.
Pe 30 decembrie, agenția de stat iraniană IRNA a confirmat oficial arestarea jurnalistei, citând o declarație a Departamentului General al Presei Externe din cadrul Ministerului Culturii și Orientării Islamice, care menționa că Sala fusese reținută de autorități pentru „încălcarea legilor” Republicii Islamice Iran.
La 1 ianuarie 2025, Ministerul Afacerilor Externe și Cooperării Internaționale al Italiei a emis o notă în care solicita autorităților politice iraniene „garanții totale privind condițiile de detenție ale Ceciliei Sala” și „eliberarea imediată” a jurnalistei. Departamentul de Stat al Statelor Unite ale Americii și Înaltă Reprezentantă al Uniunii Europene pentru politica externă, Kaja Kallas, au cerut Iranului eliberarea imediată a Ceciliei Sala.
La 8 ianuarie 2025, a fost eliberată de autoritățile iraniene și s-a întors în patria ei în aceeași după-amiază.

## Podcasturi
- Polvere, podcast produs de Emons Record și Miyagi (2020)
- Stories, podcast zilnic produs de Chora Media (din 2022)

## Televiziune
- Piazza Pulita (LA7⁠(d))
- Di martedì (LA7)
- L'aria che tira (LA7)
- Le parole (Rai 3)
- In altre parole (LA7)

## Premii și recunoașteri
- 2021
  - Premiul jurnalistic „Li omini boni” pentru comunicare.[29]
- 2022 
  - Premiul jurnalistic „Nilde Iotti” pentru secțiunea presa scrisă cu articolul Il grande Satana per noi. Intervista al vicepresidente della Repubbliva Islamica d'Iran, publicat în Vanity Fair.[30]
  - Premiul „Penna d’Oro Giovani Talenti”.[31]

## Opere
- Lalli, Chiara; Sala, Cecilia (2021). Il caso Marta Russo. Mondadori. ISBN 9788804739791. OCLC 1350716230.
- Sala, Cecilia (2023). L'incendio (în italiană). Mondadori. ISBN 8804735422. OCLC 1401104309.